# Amethysphaerion tuna
Amethysphaerion tuna là một loài bọ cánh cứng trong họ Cerambycidae.